# Томлинс, Уильям Лоуренс
Уильям Лоуренс Томлинс (англ. William Lawrence Tomlins; 4 февраля 1844, Лондон — 26 сентября 1930, Делафилд, штат Висконсин) — американский хоровой дирижёр британского происхождения.
Учился в Королевской академии музыки у Джорджа Александра Макфаррена, дебютировал как дирижёр в семнадцатилетнем возрасте, выступал также как органист. В 1870 году перебрался в США, первоначально работал как органист, в том числе в ходе двухлетнего рекламного тура переносных органов фирмы Mason & Hamlin. В 1873 году возглавил хоровой коллектив Apollo Musical Club в Чикаго и руководил им на протяжении 14 лет, выведя на высокий профессиональный уровень. Затем на протяжении 10 лет возглавлял хор Arion Musical Club в Милуоки.
Опубликовал несколько сборников популярных песен в своей обработке — в частности, сборник «Детские песни и как их петь» (англ. Children's songs and how to sing them; 1884). Посмертно издана книга философско-педагогических размышлений Томлинса «Песня и жизнь» (англ. Song and life; 1945), подготовленная к печати Питером Дайкмой и трактующая пение как особого рода духовную практику.